# Grupo de Seguros El Corte Inglés
El Grupo de Seguros El Corte Inglés es un grupo de compañías aseguradoras de origen español, formado por: Centro de Seguros y Servicios (Correduría de seguros) y Seguros El Corte Inglés (entidad aseguradora que opera en los ramos de vida y accidentes y que es gestora de fondos de Pensiones). Actúa en el mercado asegurador español y portugués.

## Historia
El Grupo de Seguros El Corte Inglés  lo componen dos empresas, una Correduría de Seguros y una Compañía de Seguros:

### Centro de Seguros y Servicios, Correduría de Seguros S.A.
La Correduría de Seguros que pertenece al Grupo El Corte Inglés, opera en el mercado español de mediación de seguros desde diciembre de 1982. Se crea con el objetivo de acercar el seguro familiar a los clientes de El Corte Inglés ofreciéndoles productos de distintas compañías de seguros.
Desde el año 1990 comercializa también planes de pensiones de la entidad gestora Seguros El Corte Inglés, Vida, Pensiones y Reaseguros, S.A. En 1993 añade a su oferta de productos la comercialización de fondos de inversión de diversas entidades gestoras. Dos años más tarde, cuando la legislación correspondiente lo permitió, la correduría inició la comercialización de préstamos personales e hipotecarios de entidades financieras.
En el año 2001, la correduría inició la comercialización, como intermediario de servicios inmobiliarios de obra nueva, con una parte importante de las principales compañías inmobiliarias de la época, extendiendo también sus servicios 2 años después, a compraventa de viviendas de segunda mano.
En el año 2001, a raíz de la apertura de un centro comercial de El Corte Inglés en Lisboa, la correduría, previa obtención de las oportunas licencias de las autoridades de supervisión portuguesas, inició la comercialización de seguros familiares dirigidos a clientes de El Corte Inglés en Lisboa y que, 5 años después, complementó sus servicios de correduría de seguros en Portugal abriendo una nueva Delegación comercial en el centro comercial de El Corte Inglés en Vilanova de Gaia, cerca de la ciudad de Oporto.
En la actualidad Centro de Seguros y Servicios, Correduría de Seguros S.A., intermedia seguros de más de 25 compañías aseguradoras, principalmente en los ramos básicos de seguros dirigidos a las familias como son Autos, Hogar, Salud, Vida y Accidentes, tiene más de 1.500.000 de clientes con pólizas en vigor, 114 delegaciones comerciales ubicadas principalmente dentro de los centros comerciales de El Corte Inglés e Hipercor, con más de 660 asesores comerciales especialistas en seguros familiares y se gestionan anualmente por las compañías aseguradoras de su cartera de seguros, 2.000.000 de prestaciones y siniestros.

### Seguros El Corte Inglés, Vida, Pensiones y Reaseguros, S.A.
Es una compañía de seguros que pertenece al Grupo de Seguros de El Corte Inglés, opera en el mercado asegurador desde diciembre de 1989.
Su objetivo fundamental es proporcionar a sus clientes y al personal de las empresas la posibilidad de protegerse y prevenir su futuro.
Desde su creación ha puesto a disposición de los clientes una amplia gama de seguros personales y planes de pensiones acompañado de un asesoramiento personalizados a través de Centro de Seguros y Servicios, correduría del Grupo de Seguros El Corte Inglés y de una extensa red de agentes exclusivos distribuidos por toda la geografía nacional.
En 1990 se inició la comercialización de seguros de vida para familias y empresas. Durante este mismo año comienza su actividad como Gestora de Fondos de Pensiones y  se crea el primer Plan de Pensiones de la entidad.   
En 1992 se creó la Red de Agentes Exclusivos y se abrió la primera delegación comercial en Madrid. En el mismo año, se firmó el primer acuerdo de seguros de renta para los trabajadores de la empresa.
En su décimo aniversario la compañía contaba con delegaciones comerciales en las principales capitales de provincia (Madrid, Barcelona, Sevilla, Valencia, La Coruña y Vigo). En el año 2003 salió al mercado su Plan de Previsión Asegurado y en 2007 un seguro de vida con coberturaas de gastos de hopitalización.
Seguros El Corte Inglés inicia su primer acuerdo de distribución ampliando la oferta de servicios aseguradores a sus clientes con seguros de hogar y automóvil en el año 2012. Un año más tarde 
se amplió la oferta de sus productos con un acuerdo de distribución para el ramo de asistencia sanitaria y enfermedad.

## Cifras
En el ejercicio 2015 el Grupo Seguros El Corte Inglés, alcanzó en su conjunto una cifra de negocio consolidada de 189,77 millones de euros. El beneficio consolidado ascendió a 47,55 millones de euros en 2015.
El volumen de pólizas que intermedia la correduría de El Corte Inglés superó la cifra de 1.300.000 de asegurador y las primas devengadas alcanzaron los 156,4 millones de euros, de las cuales 119,2 millones corresponden al ramo de vida y 37,2 al ramo de accidentes.
En cuanto a la actividad de gestión de planes de pensiones, el patrimonio gestionado a cierre de ejercicio 2015, incluyendo los planes de previsión asegurados, ha ascendido a 213 millones de euros.

## Reconocimientos
Desde el año 2012 se llevan realizando campañas de publicidad de Centro de Seguros,  a través de distintos medios de comunicación, tanto internos como externos. En el año 2013 se realiza la campaña de publicidad “El Valor de la Experiencia” que recibió diversos galardones en el Festival Iberoamericano de Publicidad, el Festival de Cannes, el Festival Iberoamericano El Sol, así como el Premio Eficacia en Comunicación durante el año 2014.
En el año 2016 se le concede a Centro de Seguros y Servicios el “Premio Galicia Segura 2016” a la Mediación destacando su contribución a la popularización del seguro, “acercando el mundo del seguro a las familias”. Igualmente se consideró su contribución a la creación de ADECOSE (Asociación Española de Correduría de Seguros) y  de AGERS (Asociación Española de Gerencia de Riesgos y Seguros)